# Harry Newell
Harry Newell (Londra, 20 luglio 1991) è un attore statunitense.

## Biografia
Nato nel 1991, iniziò la sua carriera nel 2003, a 11 anni, recitando il ruolo di John Darling nel film Peter Pan, ruolo che lo ha reso famoso e che gli è dato una candidatura agli Young Artist Awards come "miglior attore non protagonista".